# Rose Gronon
 (avril 2025).
Œuvres principales
Le Livre d'Arndt (1949)
Orso (1953)
De ramkoning (1962)
Marthe Bellefroid, dite Rose Gronon ou Bella van Wildert, née le 16 avril 1901 à Anvers et morte le 16 septembre 1979 à Anvers, est une femme de lettres belge d'expression flamande.
Elle est principalement connue pour ses récits pour enfants, dont la série Golden Rain. Une série de livres de lecture pour l'école primaire et son roman De ramkoning (Le roi explicatif) publié en 1962. Elle est également autrice d'une vingtaine de nouvelles, de pièces de théâtre, de jeux radiophoniques et de scripts de télévision.

## Biographie

### Jeunesse, études et début de carrière
Marthe Bellefroid est née au début du XXème siècle en Flandre dans une famille bourgeoise francophone. Elle est la fille unique de Guillaume Bellefroid, agent des douanes, et d'Adophine Dandois. 
En 1920, elle obtient son diplôme de régente au sein de l'Institut Isabelle Gatti de Gamont à Bruxelles. Une fois diplômée, elle enseigne plusieurs années dans l'enseignement primaire. 

### Débuts littéraires et passage du français au néerlandais
Elle débute en littérature en 1935, d'abord en français, langue privilégiée au sein de la bourgeoisie flamande. À partir de 1956, sous l’influence des écrivains Filip De Pillecyn et Eugène de Bock, elle décide de privilégier la langue néerlandaise. Sa transition vers le néerlandais se fait avec la réécriture de Le Livre d’Arndt qui devient De Gyldelöve Saga.
C’est à cette période qu’elle adopte le pseudonyme de Rose Gronon, nom de sa grand-mère maternelle. Elle utilise également le pseudonyme de Bella Wildert, principalement pour publier ses œuvres pour la jeunesse, en référence au village de Wildert, où elle vit pendant 40 ans et où elle est enterrée à sa mort.

### Décès
Restée célibataire, Marthe Bellefroid passe toute sa vie dans la maison familiale à Anvers jusqu’à son décès le 16 septembre 1979.

## Œuvre et style
Rose Gronon devient l’une des principales figures des éditions De Clauwaert, où elle s’impose comme une auteure majeure. Elle est attirée par la plasticité du néerlandais, qui lui permet de donner à son style une profondeur intellectuelle.
Ses récits sont nourris par ses connaissances historiques et ses nombreux voyages. Elle aime insérer une dimension historique dans ses intrigues, tout en développant des drames personnels intemporels. Son style, empreint de mystère, lui vaut d’être associée à un réalisme romantique.

## Œuvre majeure et engagement féministe
Une de ses œuvres les plus marquantes selon les critiques est son roman De ramkoning (Le roi explicatif) publié en 1962. Dans ce roman, elle revisite le personnage mythologique de Clytemnestre, qu’elle place à la tête d’une société matriarcale. Elle en fait une figure de femme émancipée, refusant de se soumettre aux désirs de son époux.
De manière plus générale, la place des femmes au sein de la société est une thématique récurrente chez Rose Gronon.

## Controverse
Sous l’occupation allemande, Marthe Bellefroid accepte un poste d’inspectrice des écoles maternelles, ce qui lui vaut d’être accusée de propagande envers l’ennemi. Après la guerre, elle est privée de ses droits civiques, qui lui son restitués par la suite.

## Prix
Rose Gronon est récompensée à plusieurs reprises, recevant notamment :
- Le prix littéraire Hilvarenbeek
- Le prix de la province d’Anvers
- Le prix des Provinces flamandes

Elle n'obtient pas de prix national, probablement à cause de ses tournures linguistiques, mais aussi en raison de son attitude pendant la Seconde Guerre mondiale. Elle explique également cela par une discrimination à l’égard des femmes dans le monde littéraire flamand : « En Flandre, les prix nationaux ne sont pas pour les femmes ; ces "messieurs de la création y veillent pour eux-mêmes. »